# Глюкоза/фруктоза/фосфорна кислота
Глюкоза/фруктоза/фосфорна кислота (торгова назва Emetrol) є безрецептурним комбінованим препаратом з протиблювотним ефектом. Приймають для зменшення нудоти і блювання. Зроблено фармацевтичною корпорацією WellSpring, раніше воно розповсюджувалося McNeil Consumer Healthcare.

## Історія
Еметрол був створений компанією Kinney and Company з Колумбуса, штат Індіана, і вперше був використаний у 1949 р.
Це фосфорований розчин вуглеводів, що випускається у формі сиропу.

## Протипоказання
Оскільки Еметрол містить фруктозу, він протипоказаний людям зі спадковою непереносимістю фруктози (англ. HFI). У хворих на цукровий діабет це може спричинити потенційно шкідливу гіперглікемію (високий рівень цукру в крові).